# Vera Loyola
Vera Lúcia Santiago de Barros, mais conhecida como Vera Loyola (Rio de Janeiro, 26 de junho de 1943) é uma socialite carioca.
Vera nasceu à rua Cândido Benício 1021, em Campinho, na freguesia de Jacarepaguá, no Rio de Janeiro. É filha de Ignácio de Loyola Barros e Thereza Santiago Barros. Tem dois irmãos, Ignácio e Pantaleão.
Ex-empresária do ramo de padarias, motéis e oficinas automotivas, negócios iniciados pelo seu pai, ficou muito conhecida na mídia por excentricidades como o pomposo aniversário que fez para suas cadelas Pepezinha e Perepepê, assim como por usar tapetes persas no lugar de capachos no seu carro.
Outro caso que causou alvoroço, foi quando Vera tirou de uma de suas cadelas um colar de ouro de 18 quilates para doá-lo ao programa "Fome Zero" do Governo Federal. Em entrevista ela justificou: "Não acho justo que a minha cachorrinha ande por aí com colar de ouro enquanto milhões de pessoas passam fome no Brasil".
A socialite também apresentou um talk show na CNT intitulado "Programa Vera Loyola", que ficou pouco tempo no ar.